# Steve Preston

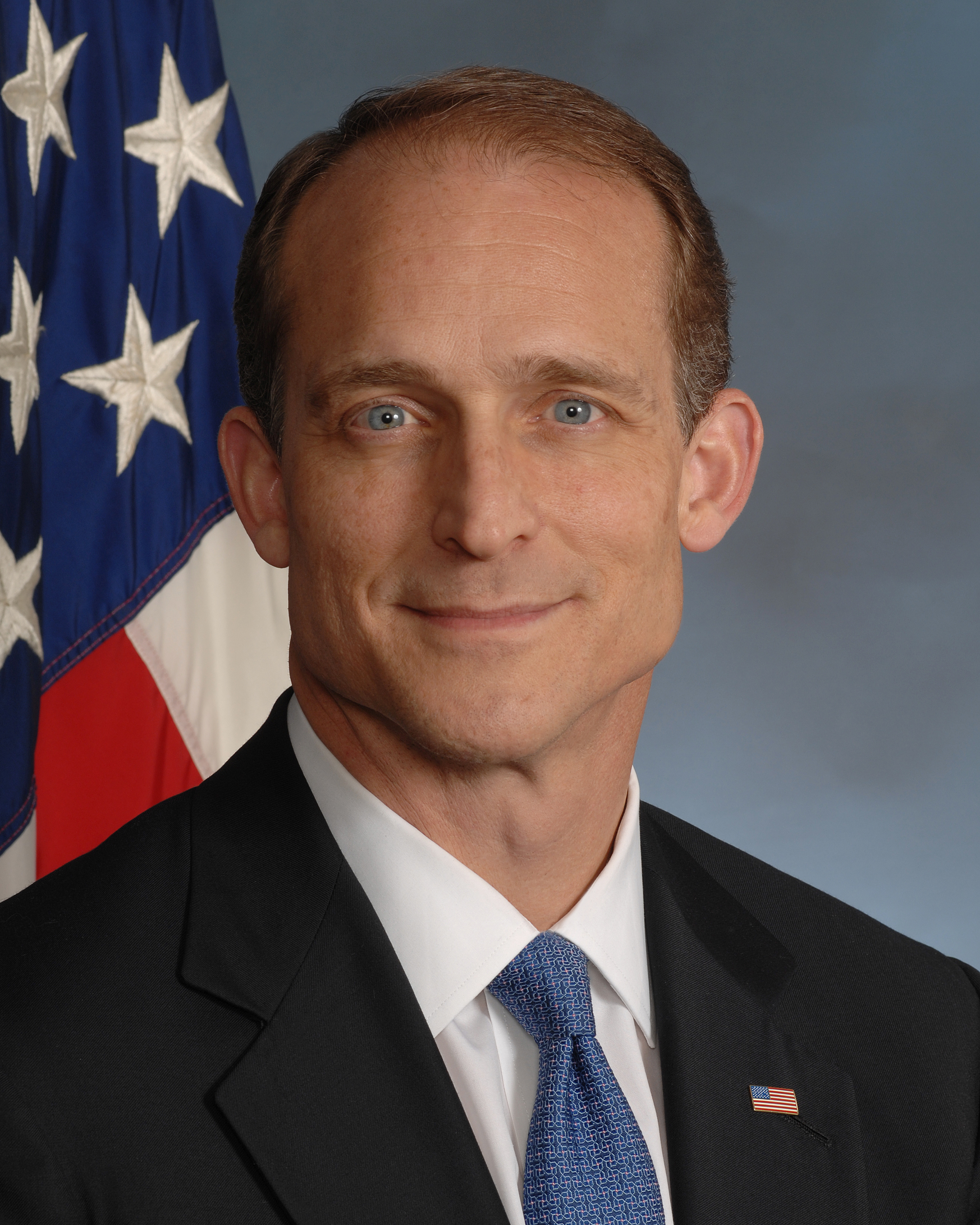
Steve Preston

Steven C. Preston (* 4. August 1960) ist ein US-amerikanischer Politiker (Republikanische Partei). Er trat im Juni 2008 die Nachfolge von Alphonso Jackson als Bauminister der Vereinigten Staaten an und war somit der 14. Inhaber dieses Amtes, das er bis zum Ende der Amtszeit von US-Präsident George W. Bush im Januar 2009 bekleidete.

## Studium und berufliche Laufbahn
Steve Preston wuchs in Janesville in Wisconsin auf, nahe der Grenze zu Illinois. An seiner High School war er Klassenbester und Präsident der Schülervertretung. Sein Studium an der Northwestern University schloss er 1982 als Bachelor of Arts in Politikwissenschaften mit dem Grad Summa cum laude ab. 1985 erwarb er einen Master-Abschluss an der Business School der University of Chicago.
Seine Tätigkeit in der Finanzbranche begann er 1982 bei der First National Bank von Chicago. Später wechselte er zur Investmentbank Lehman Brothers, wo er bis zum Vizepräsidenten aufstieg. Dort war es seine Aufgabe, multinationale Konzerne in komplexen geschäftlichen und finanziellen Angelegenheiten zu beraten. Zwischen 1993 und 1997 war er als Vizepräsident des in Colorado angesiedelten Unternehmens First Data tätig, wo es ihm gelang, die Präsenz der Firma auf den Kapitalmärkten auszubauen und die Beziehungen zur Finanzindustrie zu verbessern. Ab 1997 arbeitete er bei ServiceMaster, einem im Fortune Global 500 gelisteten Unternehmen. Er wurde dort zunächst Chief Financial Officer, später Vizepräsident mit Zuständigkeit für die strategische Planung.

## In Staatsdiensten

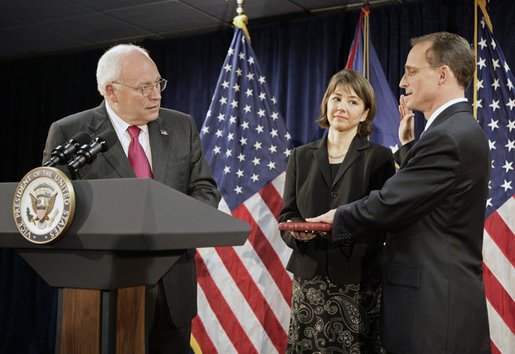
Steve Preston bei seiner Vereidigung als Leiter der Small Business Administration durch US-Vizepräsident Dick Cheney; in der Mitte seine Ehefrau Molly.

Am 25. April 2006 wurde Steve Preston von Präsident George W. Bush zum Leiter der Small Business Administration ernannt, einer Bundesagentur zur Unterstützung kleinerer Geschäftsbetriebe. Nach der Bestätigung durch den US-Senat am 29. Juni legte er am 10. Juli desselben Jahres seinen Amtseid ab.
Nach seinem Amtsantritt betrieb Preston eine Reform, um die Behörde durch modernere Geschäftsmodelle effektiver zu machen. Als er den Posten übernahm, warteten noch mehr als 100.000 Familien, die vom Hurrikan Katrina betroffen waren, auf staatliche Hilfe, um ihre Existenz wieder aufbauen zu können. Innerhalb weniger Monate gelang es Preston, für die benötigte Unterstützung zu sorgen. Er bemühte sich auch darum, die Small Business Administration für ähnliche Fälle in der Zukunft besser aufzustellen. Ein weiterer Schwerpunkt seiner Tätigkeit lag auf den kleineren Geschäftsbetrieben in den Innenstädten; ihre Zahl sollte wieder erhöht werden.
Als er durch Präsident Bush zum neuen Bauminister nominiert wurde, musste sich Steve Preston der üblichen Anhörung durch den Senat unterziehen. Dabei erhielt er von beiden Parteien Lob für seine vorherige Tätigkeit. So lobte der demokratische Senator John Kerry, Preston habe hart gearbeitet, um die Small Business Administration auf den richtigen Kurs zu bringen und die Beziehungen zum Kongress zu verbessern.
Innerhalb des Ministeriums erwarb sich Preston schnell Anerkennung durch seine Bemühungen, den von der Immobilienkrise in den USA betroffenen Hausbesitzern zu helfen. Angesichts der größten Problematik dieser Art seit Jahrzehnten, legte er das Hauptaugenmerk seiner Tätigkeit zunächst darauf, dass die jeweiligen Familien ihre Häuser behalten konnten und der Hausmarkt sich wieder stabilisierte.